# Tebleši
Tebleši è un centro abitato della Russia.